# Saint-Marcel (Ardenas)
 Saint-Marcel  es una población y comuna francesa, en la región de Champaña-Ardenas, departamento de Ardenas, en el distrito de Charleville-Mézières y cantón de Renwez.

## Demografía
| 186 | 194 | 180 | 265 | 309 | 325 |
| Para los censos de 1962 a 1999 la población legal corresponde a la población sin duplicidades (Fuente: INSEE [Consultar]) |     |     |     |     |     |

## Lugares y monumentos
- Iglesia de Saint-Marcel
- Capilla de Giraumont
- Dolmen de Giraumont